# Museo Arqueológico de Frigliana
El Museo Arqueológico de Frigliana (MAF) está ubicado en el edificio conocido como el Apero de la localidad de Frigiliana, en la provincia de Málaga, España. Se trata de un edificio del siglo XVII relacionado con las actividades arrieras del Ingenio, rehabilitado para albergar además del museo una biblioteca y otras salas de exposiciones. 
La colección está compuesta por unas 125 piezas correspondientes al periodo desde el Neolítico hasta el siglo XIX y procedentes de yacimientos arqueológicos cercanos como la Cueva de los Murciélagos, el río Higuerón, el Cerrillo de las Sombras, el Castillo de Lízar, el Peñón del Fuerte, etc.
Entre las piezas de la colección se encuentran un cráneo de un niño que data entre 4000 y 5000 años a. C., ánforas, restos hallados en la zona de la batalla del Peñón de Frigiliana, monedas de la época califal, maravedíes, cerámicas, etc.